# Akron
Akron [ˈækrən] ist eine City im Nordosten des US-Bundesstaats Ohio. Sie liegt am Ohio-Erie-Kanal, 50 km südlich von Cleveland, sowie 85 km von der Grenze zu Pennsylvania entfernt. Mit einer Fläche von 62,41 Quadratmeilen (161,57 km²) und 190.469 Einwohnern (Zensus 2020, U.S. Census Bureau) ist es die fünftgrößte Stadt in Ohio. Akron ist Kreissitz des Summit County und sowohl geographischer als auch wirtschaftlicher Mittelpunkt eines Ballungsraums mit knapp 700.000 Einwohnern, der Akron Metropolitan Statistical Area.
Die Bezeichnung Akron leitet sich vom griechischen Wort ἄκρος ab und bezieht sich mit seiner Bedeutung „höchster Punkt“ auf den nahegelegenen Scheitelpunkt des Ohio-Erie-Kanals, während dessen Bau die Stadt als kleine Siedlung ihren Anfang nahm. Nach der Jahrhundertwende stieg Akron mit vier großen Werken (Firestone, General Tire, B. F. Goodrich und Goodyear) zum größten Standort der US-Reifenindustrie auf und wuchs zwischen 1880 und 1930 von 16.500 auf 255.000 Einwohner an. Hergestellt wurden ferner Luftschiffe durch Goodyear (u. a. USS Akron), Petroleumlampen und Haferflocken.
Infolge wirtschaftlichen Strukturwandels setzte in der zweiten Hälfte des 20. Jahrhunderts ein noch heute spürbarer industrieller Niedergang ein. Die Stadt stemmt sich durchaus erfolgreich dagegen mit Investitionen in die Sanierung von Altlasten, neue Gewerbeansiedlungen, Schulbildung und die industrielle Forschung. Akron besitzt bedeutende Forschungseinrichtungen der Polymer- und Kunststoffindustrie und ist Hauptort des Polymer Valley, in dem sich knapp die Hälfte der Kunststoffindustrie Ohios konzentriert. Die ansässige Universität, die University of Akron, verzeichnet 23.400 Studierende.
1935 wurde in Akron die Selbsthilfeorganisation der Anonymen Alkoholiker gegründet.

## Geographie

### Lage und Ausdehnung
Akron liegt im Nordosten des Bundesstaats Ohio, rund 50 km südlich von Cleveland am Eriesee sowie rund 85 km westlich der Grenze zu Pennsylvania. Das Stadtgebiet ist 62,41 Quadratmeilen (161,57 km²) groß (davon 160,69 km² Landfläche) und liegt in der Mitte des zugehörigen Kreises, des Summit County. Es besitzt eine annähernd quadratische Grundform mit zwei Ausbuchtungen im Osten und Nordwesten und etlichen kleineren „Ausfransungen“ auf allen vier Seiten.
Wirtschaftsgeographisch gesehen liegt Akron inmitten des Rust Belt und früheren Manufacturing Belt, des dicht besiedelten, ersten Industriegebiets der USA, dessen einstige Zentren heute vielfach vom Niedergang der Schwerindustrie gekennzeichnet sind. Die Stadt ist Hauptort des zugehörigen Ballungsraums Akron Metropolitan Statistical Area mit knapp 700.000 Einwohnern. In dessen Nachbarschaft befinden sich drei weitere Ballungsräume, Cleveland im Norden mit 2,1 Mio. Einwohnern, Youngstown im Osten mit 587.000 Einwohnern sowie Canton im Süden mit 410.000 Einwohnern. Das Städtedreieck Akron–Canton–Youngstown bildet zusammen die Industrieregion Polymer Valley, in welcher sich eine Vielzahl Kunststoff verarbeitender Betriebe konzentriert.

### Topografie
Die Stadt liegt inmitten des Allegheny-Plateaus, einer von eiszeitlichen Gletschern geformten Moränenhügellandschaft, die sich in Nordost-Südwest-Richtung zwischen der Ebene der Großen Seen und dem Gebirgszug der Appalachen erstreckt. Durch die Stadt verläuft die Wasserscheide zwischen den Großen Seen im Norden und dem Ohio River/Mississippi im Südosten, die an dieser Stelle vom Ohio-Erie-Kanal überwunden wird.

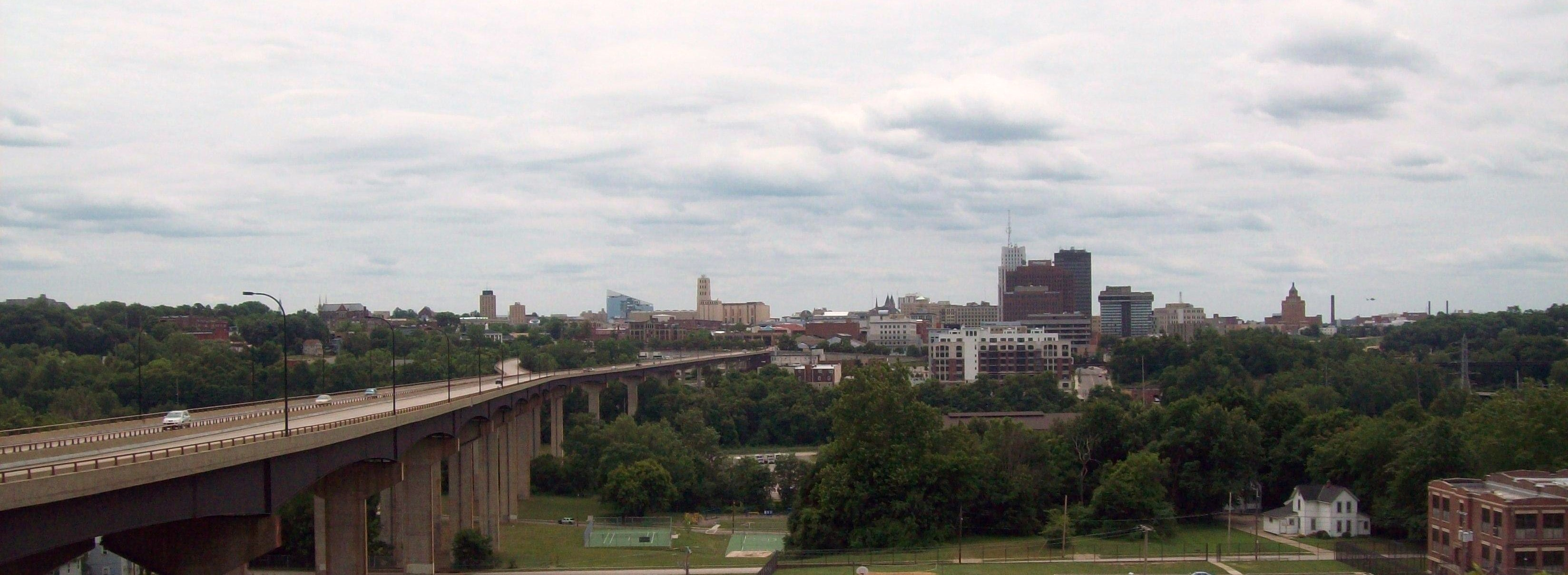
Blick auf die Innenstadt Akrons von Norden her; im Vordergrund das Tal des Little Cuyahoga River

Der Little Cuyahoga River, ein linker Nebenfluss des Cuyahoga, durchquert das Stadtgebiet nördlich der Innenstadt von Südosten nach Nordwesten in einem ausgeprägten Tal. Der Kanal zweigt etwa einen Kilometer unterhalb der Innenstadt nach Süden hin ab, steigt die Böschung empor, durchquert das Stadtzentrum und den Lake Summit und führt südlich der Stadtgrenze wieder hinunter in das Tal des Tuscarawas River, der in den Ohio entwässert.

### Gliederung und Stadtbild
Die Stadt gliedert sich in insgesamt 21 Stadtbezirke, die so genannten Neighborhoods. Diese decken das Stadtgebiet nicht vollständig ab; in einigen Randlagen befinden sich Areale, die zu keinem Bezirk gehören. Die einzelnen Stadtteile unterscheiden sich zum Teil erheblich hinsichtlich Einwohnerdichte, Wohlstand, Bildungsniveau sowie in ihrer ethnischen und demografischen Zusammensetzung. Viele der Stadtteile grenzen sich untereinander naturräumlich oder durch Infrastruktur wie Autobahnen oder Bahnanlagen voneinander ab.
Die geschlossene Bebauung erstreckt sich im Umkreis von vier bis acht Kilometern um das Stadtzentrum herum und bricht an den meisten Stellen in etwa mit der Stadtgrenze ab. Nennenswerte, dicht bebaute Vororte jenseits davon sind Cuyahoga Falls (49.000 Einwohner) im Norden sowie dahinter Stow und Kent sowie im Südwesten Barberton, allesamt mit je etwa 30.000 Einwohnern.
Die Industrieanlagen konzentrieren sich auf einige große, abgegrenzte Standorte, die über das Stadtgebiet verteilt sind. Die Fabriken und Hafenanlagen im Zentrum und am Kanalufer, die die Innenstadt lange Zeit geprägt haben, sind in weiten Teilen verschwunden und durch Verwaltungsgebäude und Freizeiteinrichtungen ersetzt worden. Unmittelbar östlich der Innenstadt liegt das weitläufige Gelände der Universität mit ihren Lehr- und Forschungseinrichtungen, welches den zugehörigen Stadtbezirk University Park beinahe vollständig ausfüllt. Der Rest des Stadtgebiets ist weitgehend mit Einzelhäusern bebaut.

### Klima
Akron liegt im Bereich der borealen Klimazone und besitzt ein kaltgemäßigtes Klima (effektive Klimaklassifikation: Dfa). Die Jahreszeiten sind kontinentaltypisch stark ausgeprägt mit warmen, feuchten Sommern und kalten, schneereichen Wintern. Die Jahresdurchschnittstemperatur beträgt 9,7 Grad Celsius.
Die mit Abstand kältesten Monate sind Dezember, Januar und Februar mit Durchschnittstemperaturen zwischen −0,7 und −4,0 °C. Am wärmsten sind dagegen die Sommermonate Juni, Juli und August mit Mittelwerten zwischen 19,9 und 22,2 °C. Die Tiefstwerte in den Wintermonaten liegen im Durchschnitt bei −6,6 °C, die Tageshöchsttemperaturen im Sommer erreichen im Mittel 26,9 °C; an einzelnen Tagen kann die Temperatur auf über 30 °C ansteigen. Die kältesten Tage des Jahres gibt es Ende Januar mit bis zu −15 °C. Die bisher niedrigste Temperatur vor Ort wurde am 19. Januar 1994 mit −32,0 °C gemessen; der bisher wärmste Tag war der 6. August 1918 mit 40,0 °C.
Die Niederschläge fallen im Sommer als Regen und in den Wintermonaten als Schnee. Dabei weist der Winter im Mittel um rund ein Drittel geringere Niederschläge auf als der Sommer. Die Jahresniederschlagsmenge liegt im Durchschnitt bei moderaten 979 mm.
Das regionale Klima des Lake Effect Snow im Bereich der Großen Seen, bei dem kalte Winde über den warmen Seeflächen Wasserdampf aufnehmen, der dann am Lee-Ufer des Sees als Schnee niedergeht, ist in Akron aufgrund der Entfernung zum Seeufer nur noch in geringem Umfang zu spüren.
|                        | Jan  | Feb  | Mär  | Apr  | Mai   | Jun  | Jul   | Aug  | Sep  | Okt  | Nov  | Dez  |   |       |
| Mittl. Temperatur (°C) | −3,8 | −2,0 | 3,2  | 8,9  | 14,9  | 19,7 | 22,1  | 21,3 | 17,2 | 10,9 | 5,1  | −0,7 | ⌀ | 9,8   |
| Mittl. Tagesmax. (°C)  | 0,5  | 2,6  | 8,6  | 15   | 21    | 25,7 | 27,9  | 26,8 | 22,7 | 16,2 | 9,3  | 3,2  | ⌀ | 15    |
| Mittl. Tagesmin. (°C)  | −8,1 | −6,8 | −2,3 | 2,9  | 8,8   | 13,8 | 16,3  | 15,7 | 11,7 | 5,6  | 0,8  | −4,7 | ⌀ | 4,5   |
|                        |      |      |      |      |       |      |       |      |      |      |      |      |   |       |
| Niederschlag (mm)      | 63,2 | 57,9 | 79,5 | 86,4 | 100,3 | 91,9 | 101,9 | 93,2 | 86,9 | 64,3 | 78   | 75,7 | Σ | 979,2 |
|                        |      |      |      |      |       |      |       |      |      |      |      |      |   |       |
| Regentage (d)          | 16   | 14   | 16   | 14   | 13    | 11   | 11    | 10   | 10   | 10   | 14   | 15   | Σ | 154   |
|                        |      |      |      |      |       |      |       |      |      |      |      |      |   |       |
| Luftfeuchtigkeit (%)   | 57,0 | 74,5 | 71,5 | 68,0 | 66,0  | 68,0 | 70,0  | 71,5 | 73,5 | 71,5 | 68,5 | 72,5 | ⌀ | 69,3  |

| −8,1 |

| −6,8 |

| −2,3 |

| 2,9 |

| 8,8 |

| 13,8 |

| 16,3 |

| 15,7 |

| 11,7 |

| 5,6 |

| 0,8 |

| −4,7 |

| −8,1 |

| −6,8 |

| −2,3 |

| 2,9 |

| 8,8 |

| 13,8 |

| 16,3 |

| 15,7 |

| 11,7 |

| 5,6 |

| 0,8 |

| −4,7 |

## Geschichte

### Gründung und Anfangsjahre
Die Gründung Akrons geht auf den Bau des Ohio-Erie-Kanals zurück. Er sollte den Gütertransport auf dem Wasserweg zwischen den Großen Seen und dem Mississippi ermöglichen und darüber hinaus helfen, das seinerzeit dünn besiedelte und wirtschaftlich rückständige Ohio besser zu erschließen.

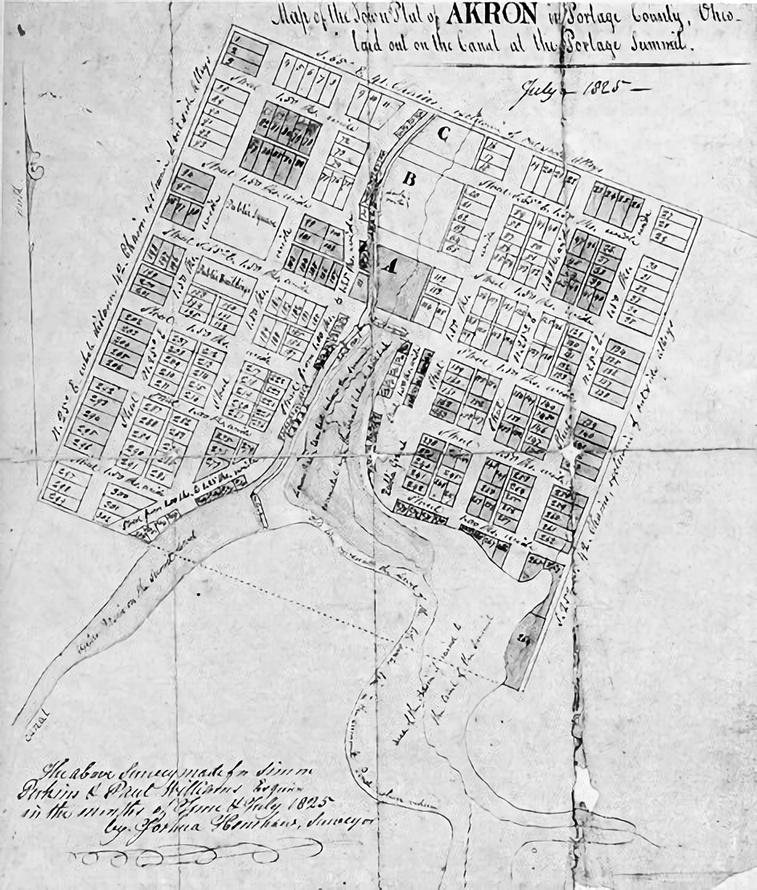
Stadtplan Akrons zu Zeit seiner Gründung 1825.

Der Siedler Paul Williams, durch dessen Besitz der Kanal führen sollte, und der Erbauer des Kanals, Simon Perkins, gründeten im Jahre 1825, zwei Jahre vor der Fertigstellung des Kanals, an dessen Scheitelpunkt eine Siedlung mit dem Namen Akron. Die Bezeichnung leitet sich vom griechischen Wort ἄκρος ab, das so viel wie der höchste Punkt bedeutet und sich auf ebendiesen Scheitelpunkt jenes Kanals bezieht.
1833 kommt es ein Stück weiter nördlich, oberhalb der Mündung des Kanals in den Little Cuyahoga River, zu einer weiteren Siedlungsgründung mit dem Namen Cascade. Diese wird schon bald North Akron genannt, und die ursprüngliche Siedlung heißt entsprechend South Akron. 1836 schließlich werden die beiden Orte zum heutigen Akron zusammengefasst. Als Gründungsdatum der Stadt gilt jedoch das Gründungsjahr der ersten Siedlung, 1825.
In den folgenden Jahren wuchs die Stadt zu einem kleinen Binnenhafen heran. Viele Farmer aus der Umgebung ließen hier Getreide verladen. Mit dem Bau der Eisenbahnen Mitte des 19. Jahrhunderts geriet Akron jedoch zunächst ins Hintertreffen, weil die Bahn erheblich schnellere Reisegeschwindigkeiten bot als die Kanalschifffahrt. Obwohl die Stadt 1852 ebenfalls Bahnanschluss erhielt, kam die wirtschaftliche Entwicklung für ein Jahrzehnt praktisch zum Erliegen. Erst mit dem Sezessionskrieg 1861–65 begann die eigentliche Industrialisierung Akrons; hergestellt wurden vor allem Landmaschinen, Steinzeug, Zündhölzer (Barber, später Diamond Match), Petroleumlampen (Akron Lamp) sowie Haferflocken (Schumacher, später Quaker Oats). Viele Betriebe machten sich dabei die Versorgung mit großen Mengen Frischwasser durch den Kanal zunutze.
In den 1890er Jahren ging es aber schon wieder abwärts. Brände, Seuchen und soziale Unruhen ließen die industrielle Basis zusehends erodieren. Und nachdem sich zusätzlich der Schwerpunkt der Landwirtschaft weiter Richtung Westen verlagert hatte, brachen den ansässigen Händlern und Landmaschinenherstellern die Aufträge weg. Die Arbeitslosigkeit wuchs und zahlreiche Fabriken standen leer.

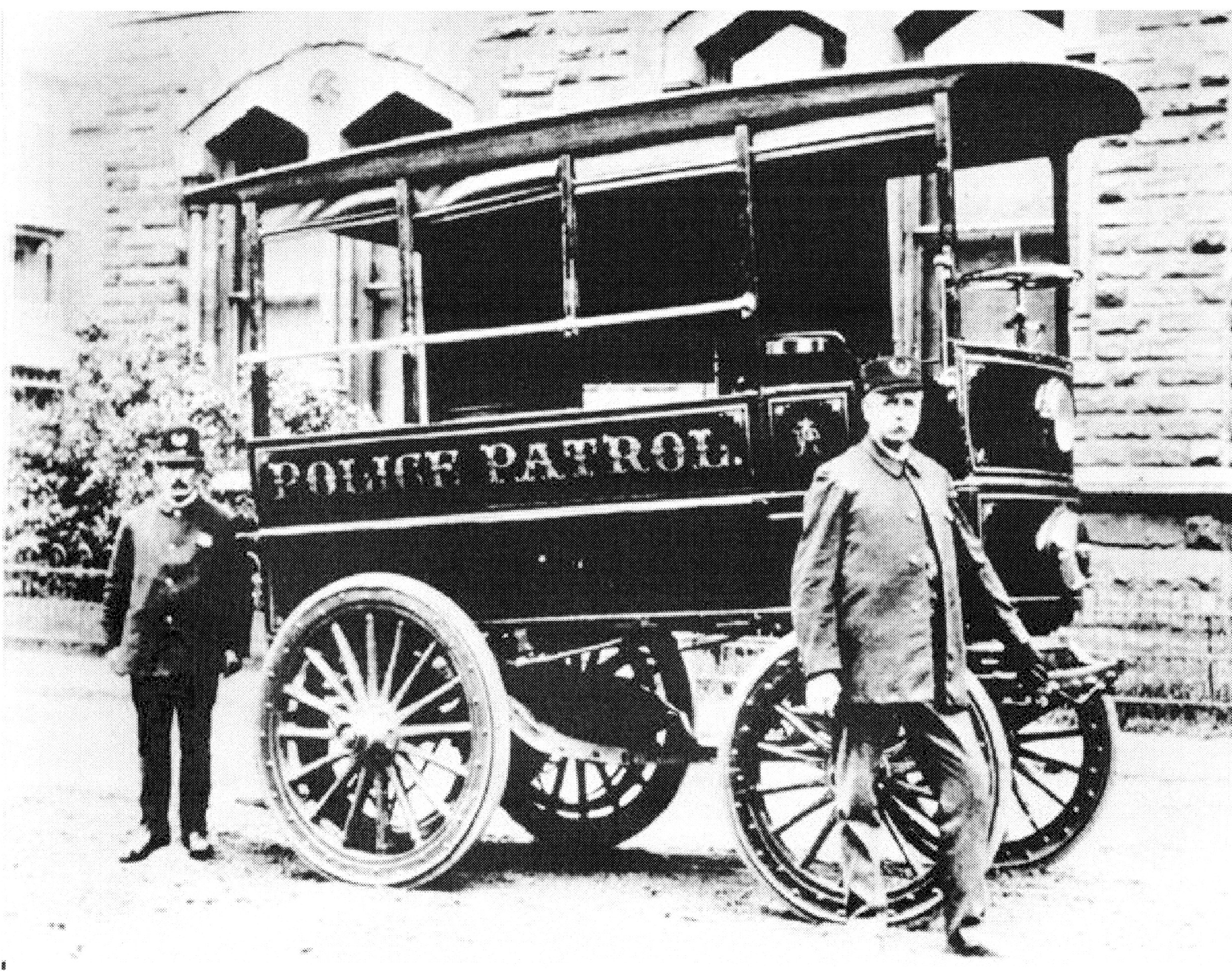
Polizeifahrzeug der Stadtpolizei Akron, Ohio, 1899

Während des Akron-Aufruhrs am 23./24. August 1900 wurden von der städtischen Polizei die Kinder Rhoda Davidson (Vier Jahre alt) und Glen Wade (Zehn Jahre alt) versehentlich erschossen, als ein Mob versuchte, das Stadthaus zu stürmen, um einen mutmaßlichen Vergewaltiger zu lynchen. Die öffentliche Ordnung konnte erst nach dem Einsatz der Ohio National Guard wiederhergestellt werden, da die Stadtpolizei nach dem Sturm auf das Gebäude geflohen war und sich praktisch aufgelöst hatte. Der weltweit erste Streifenwagen der Stadtpolizei, ein Elektrobus, wurde vom Mob in den Ohio-Erie-Kanal gekippt.

### Aufstieg, Große Depression und Zweiter Weltkrieg

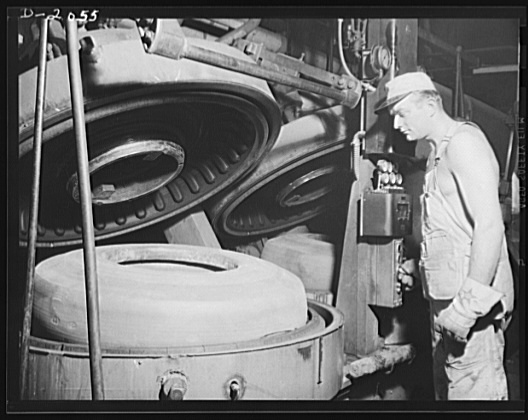
Reifenherstellung in Akron (1941).

Mit dem Beginn des Automobilzeitalters um die Jahrhundertwende stieg Akron zum wichtigsten Standort der US-Reifenindustrie auf. Mit B. F. Goodrich, Firestone, General Tire und Goodyear waren vier der fünf bedeutenden US-amerikanische Reifenhersteller mit ihren Fabriken ansässig. Diese Tatsache brachte der Stadt den Spitznamen “Rubber Capital of the World”, deutsch „Welthauptstadt des Gummi“ ein. In dieser Zeit erfuhr Akron starkes Bevölkerungswachstum; die Einwohnerzahl stieg von (1880) 16.500 auf (1930) 255.000 Einwohner an. In den Reifenfabriken waren 1929 über 58.000 Personen beschäftigt. 1917 nahm Goodyear zudem den Bau von Luftschiffen auf.
Der Ursprung dieser Entwicklung geht auf Benjamin Franklin Goodrich zurück, der seine kleine Gummifabrik 1870 von New York hierher verlegte, fernab seiner bisherigen Konkurrenten. Nachdem sich die Gummiherstellung durch den Autoboom nach der Jahrhundertwende als hochprofitables Geschäft erwiesen hatte, bauten auch andere Geschäftsleute aus der Umgebung eigene Reifenfabriken auf, in direkter Nachbarschaft zu Goodrich und in den schon bestehenden, leerstehenden Fabriken Akrons.
Die Große Depression traf die Stadt besonders hart. In den 1930er Jahren erreichte die Arbeitslosenquote zeitweilig 60 %. Erst der Eintritt der USA in den Zweiten Weltkrieg ließ die Nachfrage nach Reifen und Luftschiffen wieder anwachsen. Die Produktion umfasste in den Kriegsjahren zudem Gummistiefel und Regenmäntel für Soldaten sowie Bauteile für Flugzeuge.
In der Zeit der Prohibition (1919–33) wurde Akron vom Organisierten Verbrechen beherrscht. Illegales Glücksspiel und Alkoholproduktion florierten. Darüber hinaus fand der Ku-Klux-Klan in jener Zeit zahlreiche Anhänger; Politik und Verwaltung wurden in weiten Teilen von dieser Organisation unterwandert.

### Nachkriegszeit und Strukturwandel
Trotz des allgemeinen Booms in den Nachkriegsjahren geriet Akrons Industrie nach dem Krieg in zunehmende Schwierigkeiten. Einige Produkte wie die Petroleumlampen waren nicht mehr gefragt. Auch waren die Fabrikarbeiter zunehmend gewerkschaftlich organisiert und legten mit Streiks die Produktion lahm.
Den Reifenherstellern bereitete vor allem die weltweite Umstellung der Produktion von den alten Diagonal- auf die moderneren Gürtelreifen große technische und finanzielle Probleme. Jene Umstellung hätte die vollständige Umrüstung der vorhandenen Fabriken erfordert, was eine enorme finanzielle Belastung für die Unternehmen bedeutet hätte. So reagierte die US-Reifenindustrie erst mit erheblicher Verzögerung auf die neue Technologie, die in Europa schon seit den 1950er Jahren auf dem Vormarsch war.

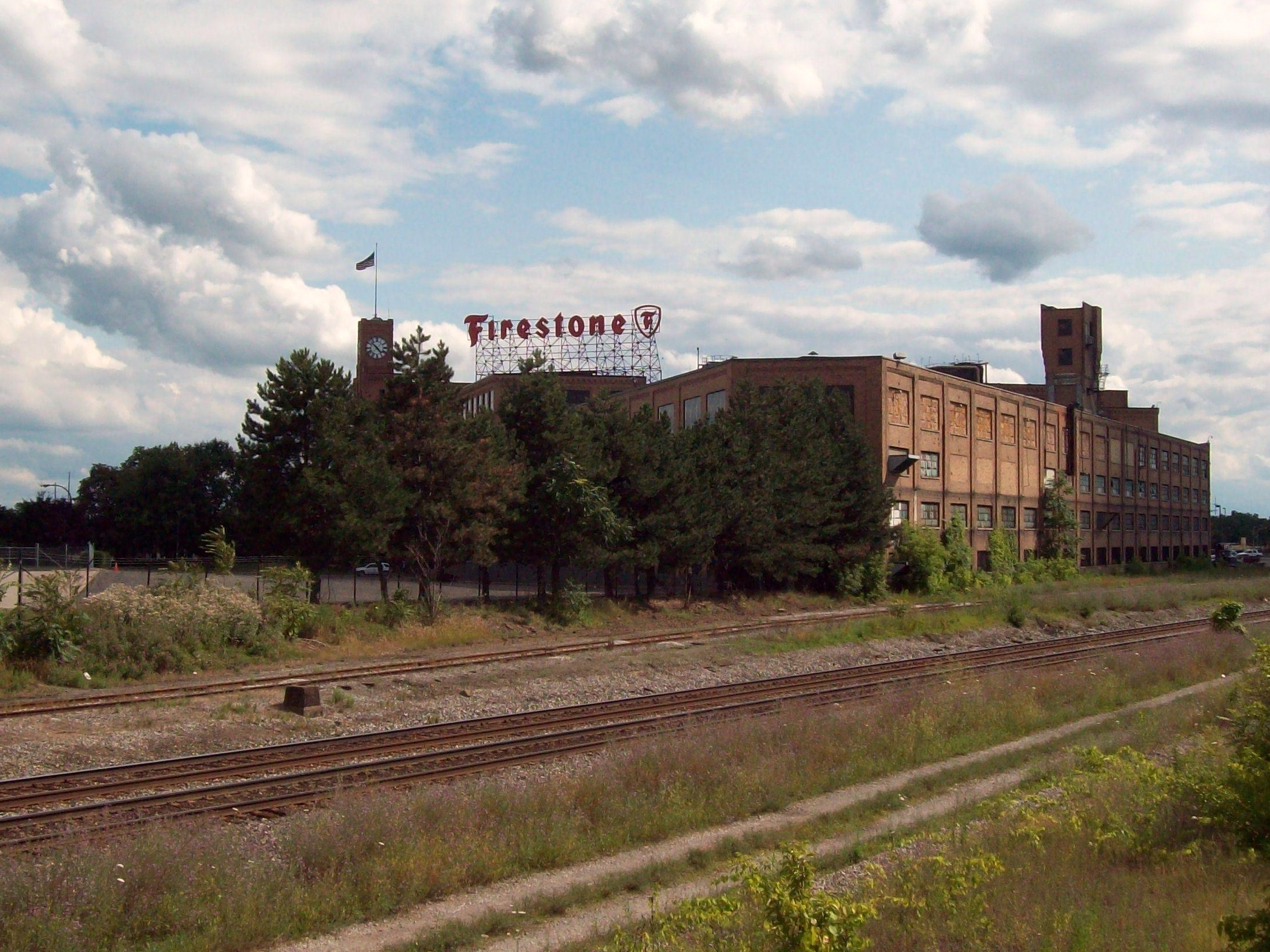
Ehemaliges Reifenwerk von Firestone.

Doch die Ölkrise von 1973 und die damit verbundenen verschärften Verbrauchsnormen zwangen die US-Autoindustrie schließlich zur schnellstmöglichen Umrüstung auf die neue Reifenbauart. Der damit verbundene plötzliche Innovationsdruck bedeutete zugleich das Ende der Reifenproduktion in Akron. Da die Umstellung der Produktion ohnehin den vollständigen Neubau der zugehörigen Fabrikanlagen erforderte, zogen die Firmen im Zuge dessen sogleich in andere Regionen um, in denen Arbeitskräfte billiger und weniger stark gewerkschaftlich organisiert waren. Auf diese Weise wurde bis 1982, also innerhalb von zehn Jahren, fast die gesamte Produktionskapazität in Akron stillgelegt. Die letzte verbliebene Fabrik produziert heute in kleinem Maßstab Rennreifen für Goodyear.
Zudem setzte in der US-Reifenindustrie kurze Zeit später ein starker Konsolidierungsprozess ein, zum Nachteil der Firmen aus Akron. So verkaufte General Tire seine Reifensparte 1987 an die Continental AG. Zwei Jahre später wurde Firestone vom japanischen Konkurrenten Bridgestone aufgekauft, B. F. Goodrich fusionierte 1986 mit Uniroyal und verkaufte 1988 seine Reifensparte an Michelin. Dadurch fielen auch die zugehörigen Hauptverwaltungen weg, so dass Akron seine Bedeutung für die Reifenindustrie endgültig verlor.

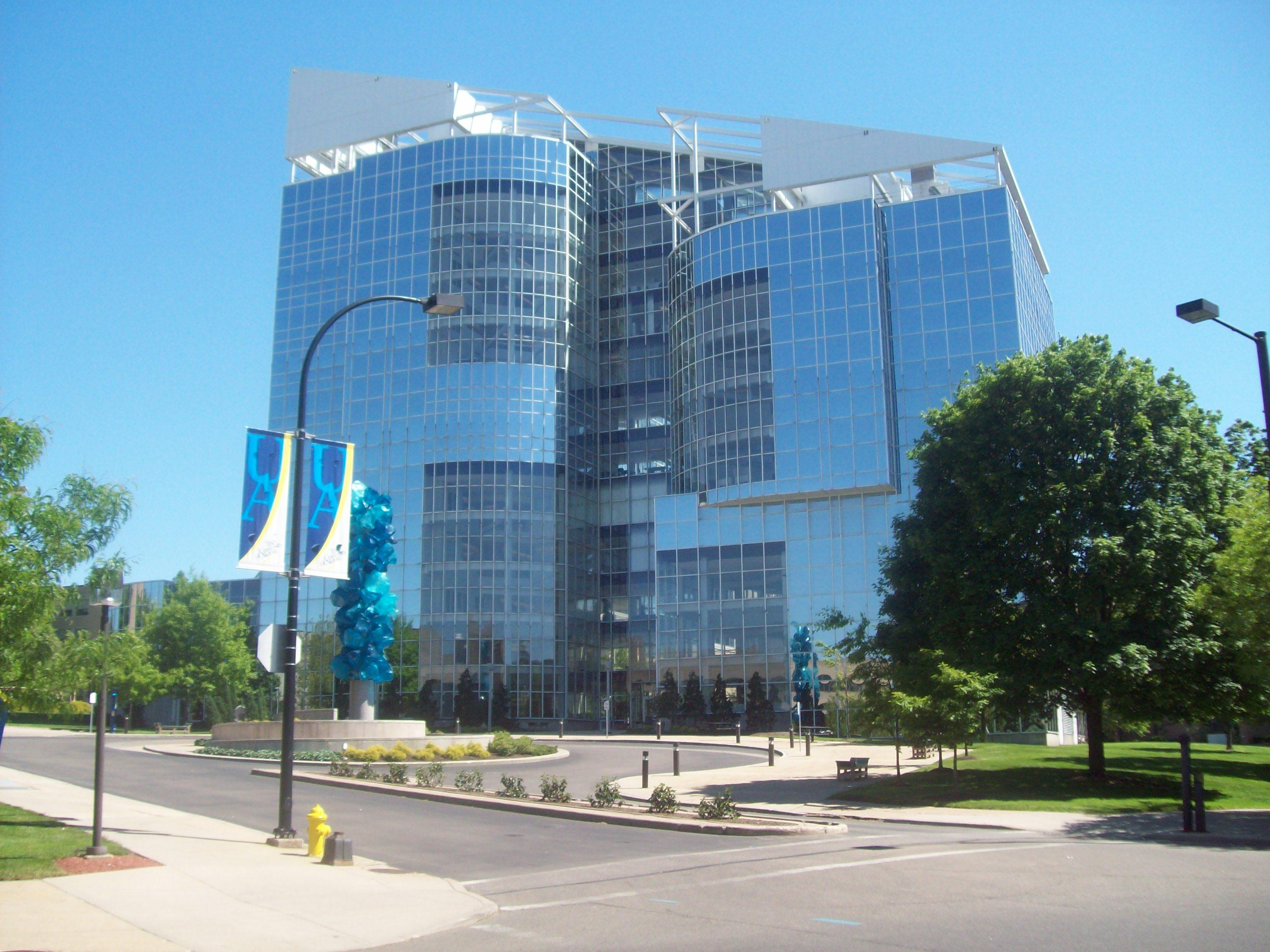
Forschungs- und Entwicklungszentrum von Goodyear.

Dem Niedergang der Reifenindustrie stehen Bemühungen gegenüber, wenigstens Verwaltungs- und Forschungseinrichtungen der betreffenden Hersteller zu halten und darüber hinaus neue Firmen anzusiedeln. Akron ist mittlerweile zu einem Zentrum der Polymer- und Kunststoffforschung herangewachsen und zählt mittlerweile über 400 kunststoffverarbeitende Betriebe in der Umgebung. Auch die ansässigen Schulen und die Universität haben sich auf dieses Gebiet spezialisiert. Dazu hat die Innenstadt in den vergangenen beiden Jahrzehnten spürbare Belebung erfahren. Alte Fabriken wurden zu Bürogebäuden umgebaut, etliche Industriebrachen rekultiviert und in Parks umgewandelt; mehrere Museen, ein Theater, ein Kongresszentrum sowie etliche große Sportstätten ziehen Besucher an. In den letzten Jahren haben zudem Großhandel und Gesundheitswesen erheblich an Bedeutung gewonnen.
Am 27. Juni 2022 wurde in Akron der 25-jährige Afroamerikaner Jayland Walker von der Polizei erschossen, was zu tagelang anhaltenden Protesten in der Stadt führte. Er sollte wegen eines Verkehrsdelikts kontrolliert werden, flüchtete jedoch mit seinem Fahrzeug. Weniger als 24 Stunden zuvor hatte er sich bereits einer Verkehrskontrolle in der wenige Meilen südlich gelegenen Stadt New Franklin durch Flucht entzogen. Während der Verfolgung gab er nach Angaben der Polizei aus dem geöffneten Seitenfenster auf der Fahrerseite seines Buick einen Schuss ab. Nach wenigen Minuten wurde er zum Halt gezwungen, verließ sein Fahrzeug mit einer Skimaske und setzte seine Flucht zu Fuß fort. Spätestens zu diesem Zeitpunkt war den ihm folgenden Polizisten der Zwischenfall vom Vortag bekannt. Zwei Versuche, ihn mit einem Taser zu stoppen, misslangen. Nach einer kurzen Strecke blieb er stehen und drehte sich zu den ihn verfolgenden Polizisten um. Ab diesem Moment gaben acht von ihnen mehrere Dutzend Schüsse auf ihn ab. Insgesamt wies er 60 Schusswunden auf. Dies sorgte in Akron für Proteste und weltweit für Aufsehen. Akrons Polizeichef Stephen Mylet erwähnte auf einer Pressekonferenz zu dem Vorfall, dass Walker zu dem Zeitpunkt, als acht Polizisten auf ihn schossen, nicht mehr bewaffnet war. In seinem Wagen seien jedoch nach dem Vorfall eine Schusswaffe und ein zumindest teilweise gefülltes Magazin sichergestellt worden. Daneben wurde am Ort seiner vermuteten Schussabgabe eine zu dieser Waffe passende Patronenhülse gefunden.

## Bevölkerung

### Ethnische Struktur
Bei der Volkszählung im Jahre 2000 kam Akron auf 217.074 Einwohner. Größte ethnische Gruppe bilden die Weißen mit einem Anteil von 67,2 % der Gesamtbevölkerung. Zweitgrößte Gruppe sind die Schwarzen mit 28,5 % Bevölkerungsanteil. Indianer, Mischlinge und Angehörige sonstiger Ethnien bilden lediglich kleine statistische Gruppen. Als Hispanics betrachten sich 1,2 % der Gesamtbevölkerung, das ist wesentlich weniger als im US-Durchschnitt (12,5 %), aber auch erheblich weniger als etwa in Cleveland (7,3 %). Der Anteil der Schwarzen liegt mit den 28,5 % weit höher als etwa in Ohio (11,5 %) oder im US-Durchschnitt (12,3 %). Dies ist für industriell geprägte Großstädte im Norden der Vereinigten Staaten typisch.
Unter der weißen Bevölkerung haben Familien mit deutschen Vorfahren mit 18,1 % den größten Anteil, gefolgt von Iren (11,5 %), Engländern (7,2 %) und Italienern (6,8 %). Der hohe Anteil deutschstämmiger Bevölkerung ist ein typisches Merkmal der Bevölkerung Ohios (21,42 %), der vergleichsweise geringe Anteil an Engländern ist kennzeichnend für den Nordosten des Bundesstaates.
Das Stadtgebiet ist zwischen den Ethnien teilweise deutlich segregiert. Zudem ist die Bevölkerung erheblich von White flight gekennzeichnet, der Abwanderung vergleichsweise wohlhabender, weißer Bevölkerungsschichten in die Außenbezirke und die Umlandgemeinden. Die schwarze Wohnbevölkerung konzentriert sich vor allem im Westen, im Norden und einigen südöstlichen Stadtteilen. Die weißen Bevölkerungsgruppen drängen nach außen und bewohnen vor allem die Viertel in größerer Entfernung zur Innenstadt.

### Bevölkerungsentwicklung
Obwohl Akron schon bald nach Eröffnung des Ohio-Erie-Kanals ein wichtiger Ort für die Verladung landwirtschaftlicher Erzeugnisse war, blieb die Einwohnerzahl in den ersten Jahrzehnten nach der Gründung gering. Bei Eröffnung des Kanals 1827 wurden 200 Einwohner gezählt. Als der Kanal gut zwei Jahrzehnte später seinen wirtschaftlichen Höhepunkt erlebte, waren es knapp 3500 Einwohner. Erst mit der einsetzenden Industrialisierung nach dem Bau der Eisenbahn war ein merklicher Anstieg der Bevölkerung zu verzeichnen von (1860) 3477 auf (1900) 42.728 Einwohner. Mit dem daraufhin einsetzenden Boom der Reifenindustrie in den folgenden 30 Jahren verfünffachte sich die Einwohnerzahl auf über 255.000 Personen, bis das Wachstum der Stadt mit der Großen Depression zum Erliegen kam.
Nach dem Krieg stieg die Einwohnerzahl nochmals leicht an und erreichte 1960 ihren Höchststand mit 290.351 Personen. Die ungünstige wirtschaftliche Entwicklung der Reifenindustrie ließ die Population in den darauffolgenden beiden Jahrzehnten merklich zurückgehen auf (1980) 237.177 Einwohner. Danach verlangsamte sich der Prozess; dennoch verliert die Stadt hochgerechnet pro Jahr immer noch rund 750 Einwohner. Jüngste Schätzungen gehen (2009) von rund 208.800 Einwohnern aus.

### Wanderungsbewegungen und soziale Probleme
In den ersten Jahrzehnten stammten die Einwanderer vornehmlich aus Britannien und Mitteleuropa. Mit dem Ersten Weltkrieg endete die Zuwanderung aus den meisten europäischen Staaten allerdings aufgrund der veränderten Gesetzeslage schlagartig. Gleichzeitig zogen zunehmend Schwarze aus dem armen Südosten der USA zu in der Hoffnung auf Arbeit und sozialen Aufstieg in die Städte der Region. Diese Hoffnung blieb ihnen jedoch zumindest in der ersten Hälfte des 20. Jahrhunderts weitgehend verwehrt.
Stattdessen löste die Zuwanderung der Schwarzen unter der weißen Bevölkerung Ängste und Argwohn aus. Dies mündete in mehr oder weniger offene Diskriminierung, wodurch sich die Spannungen verstärkten. So kam es in Akron bereits im Jahre 1900, als der Anteil der schwarzen Bevölkerungsgruppen mit 1,2 % oder 525 Personen noch sehr gering war, zu einem rassistisch motivierten Aufstand.
Obwohl Anfang der 1960er Jahre auf Betreiben der US-Bürgerrechtsbewegung gesetzliche Verbesserungen eingetreten waren und sich die Arbeitsmarktsituation der Schwarzen entspannt hatte, kam es 1968 zu einem weiteren, sechs Tage andauernden Aufstand in den schwarzen Wohnvierteln. Die Spannungen zwischen den Bevölkerungsgruppen scheinen bis heute nicht überwunden zu sein, wie Vorfälle aus der jüngsten Vergangenheit zeigen.
Die Kriminalitätsrate liegt im US-weiten Vergleich im oberen Mittelfeld, vergleichbar mit anderen, ähnlich großen Städten im Rust Belt. Allerdings sind die schwarzen Wohnviertel im Norden und Westen der Stadt überdurchschnittlich stark in der Kriminalstatistik vertreten, während die wohlhabenden Gegenden im Außenbereich erheblich geringere Kriminalitätsraten zu verzeichnen haben.

### Religion
Genaue Angaben zur Religionszugehörigkeit der Bewohner Akrons gibt es nicht. Bezogen auf den gesamten County bildet die römisch-katholische Kirche mit 22,4 % Anteil die größte religiöse Einzelgruppierung. Das zuständige Bistum ist Cleveland. Weitere 22,2 % bezeichnen sich als protestantisch, wobei durch den hohen Anteil an Baptisten unter den afroamerikanischen Bevölkerungsgruppen der Anteil der Protestanten in Akron selbst wahrscheinlich höher liegt. Knapp 1 % der Bevölkerung bekennt sich zum orthodoxen Glauben, 0,7 % sind Juden. Muslime und fernöstliche Religionen bilden kleine Randgruppen.

## Politik

### Stadtvertretung
Die Stadtvertretung ist nach dem Mayor-Council-Prinzip organisiert. Dabei wird neben dem Stadtrat (City Council) auch der Bürgermeister (Mayor) von der Bevölkerung direkt gewählt. Zusätzlich kommt das Strong-Mayor-Prinzip zur Anwendung, wonach der Stadtrat nur die Legislative bildet, während der Bürgermeister als alleiniger Chef der Exekutive über weitreichende Befugnisse verfügt (Strong Mayor). Diese Form der Stadtregierung ist für US-amerikanische Großstädte typisch.
Der Stadtrat besteht aus insgesamt 13 Mitgliedern. Zehn von ihnen werden in einer entsprechenden Zahl von Wahlbezirken (Wards) durch Mehrheitswahl bestimmt, die übrigen drei von der Gesamtbevölkerung (At Large) gewählt. Vorsitzender des Stadtrats ist Marco S. Sommerville, der aus dem mehrheitlich von Schwarzen bevölkerten Westen der Stadt stammt. Derzeit (2011) gehören alle Stadträte der Demokratischen Partei an.

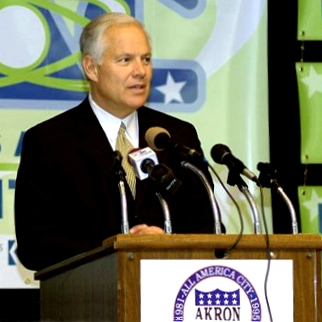
Bürgermeister Don Plusquellic (2011).

Von 1987 bis 2016 war der Demokrat Don Plusquellic. (* 1949) Bürgermeister der Stadt. Er wurde 2007 zum sechsten Mal in Folge gewählt und ist damit der bisher dienstälteste Bürgermeister der Stadt. 2004–05 war er außerdem Präsident des US-amerikanischen Städtetags, der United States Conference of Mayors.
Plusquellic gilt als der fähigste Bürgermeister einer Großstadt in Ohio, insbesondere hinsichtlich seiner Wirtschafts- und Bildungspolitik. 1995 führte er in Akron die ersten gemeindeübergreifenden Gewerbegebiete in Ohio ein und setzte entsprechenden Gesetzesänderungen in Gang, womit er überregionale Bekanntheit erlangte. Ebenso setzte er hohe Kredite und Steuererhöhungen zum Ausbau der Schulen in den ärmeren Stadtvierteln durch. Auch die kostspielige Sanierung der Industriebrachen im Stadtkern geht auf seine Initiative zurück. Dagegen scheiterte sein Vorhaben, durch Verpachtung der städtischen Kanalisation Gelder für College-Stipendien freizumachen.
Seit 2016 ist Daniel Horrigan Bürgermeister.

### Haushalt
Der städtische Haushalt 2010 sah Einnahmen in Höhe von 462,7 Millionen und Ausgaben von in Höhe von 414,6 Millionen US-Dollar vor. Mit Abstand wichtigste Einnahmequelle ist die Einkommensteuer (Income Tax) mit 118,5 Millionen. Den größten Ausgabeposten bilden die Polizeikräfte mit 50,1 Millionen.
Akron ist mit (2009) 778 Millionen US-Dollar oder 3.583 Dollar pro Kopf vergleichsweise hoch verschuldet. Trotzdem haben die Rating-Agenturen der Stadt ein sehr hohes Rating zuerkannt. Die Agenturen verweisen dabei auf die verhältnismäßig hohen Steuereinnahmen sowie den Umstand, dass ein großer Teil der Kreditsumme rentierliche Schulden seien, deren Rückzahlung direkt über Steuern und Gebühren gesichert sei. So ist beispielsweise der Kredit über 200 Millionen Dollar für den Ausbau der Schulen über einen Zuschlag in Höhe von 0,25 % auf die Einkommensteuer gegenfinanziert. Positiv sei Fachleuten zufolge auch, dass Akron seine Ausgaben aus eigener Kraft schultere und nicht nur durch Eingemeindung wohlhabender Vororte, wie es in anderen Großstädten der Fall sei. Allerdings hatte die Stadt in den letzten Jahren erhebliche Rückgänge beim Steueraufkommen zu verkraften.

### Städtepartnerschaft
Seit 1997 besteht eine Städtepartnerschaft mit der deutschen Stadt Chemnitz. In den Jahren 2004–08 fand in diesem Zusammenhang jeden Dezember ein erzgebirgischer Weihnachtsmarkt in Akron statt. Zudem besteht eine Städtepartnerschaft zu Kiryat Ekron in Israel.

## Kultur und Sehenswürdigkeiten

### Bauwerke, Kunst und Museen

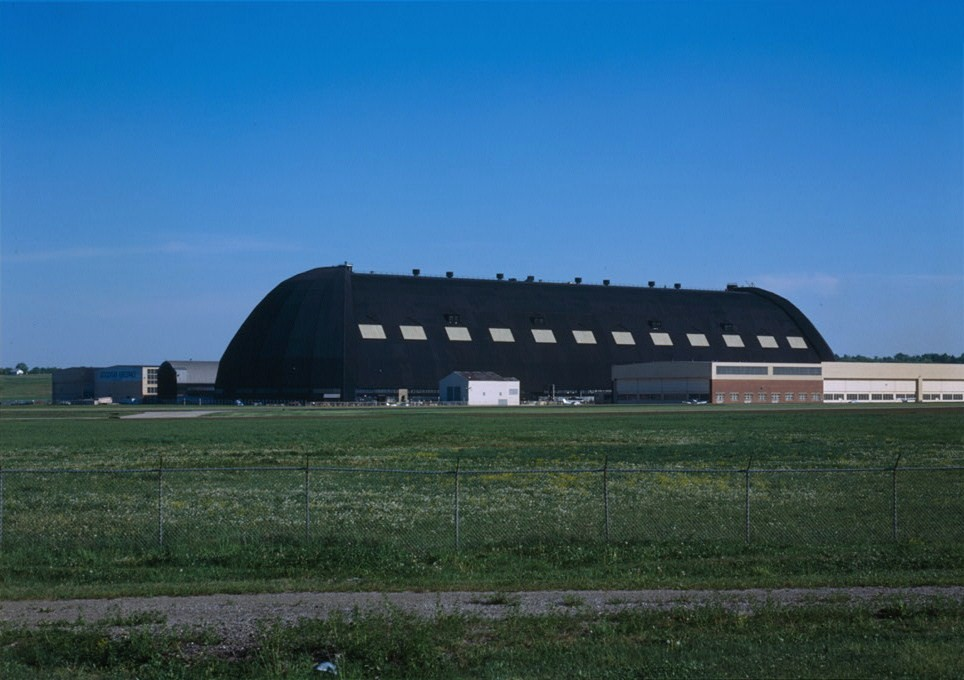
Die Luftschiffhalle von Goodyear/Lockheed Martin am südlichen Stadtrand

Die Sanierung der Industriebrachen in der Innenstadt hat einige neue gewerbliche Einrichtungen hervorgebracht. Beispielsweise wurden die ehemaligen Getreidesilos von Quaker Oats zu einem Hotel umgebaut, das infolge der baulichen Struktur runde Zimmer hat. Das Gebäude steht im National Register of Historic Places. Am Südrand der Stadt, am Akron Fulton Airport, steht die Luftschiffhalle, die die Goodyear-Zeppelin Corporation 1929 für ihre Zeppelinwerft errichten ließ. Sie ist 1175 Fuß (358,1 m) lang, 325 Fuß (99,1 m) breit und 211 Fuß (64,3 m) hoch, besitzt sphärische Enden und eine schwarze Hülle. Die Halle gehört zur örtlichen Niederlassung von Lockheed Martin und dient auch heute noch ihrem ursprünglichen Zweck.

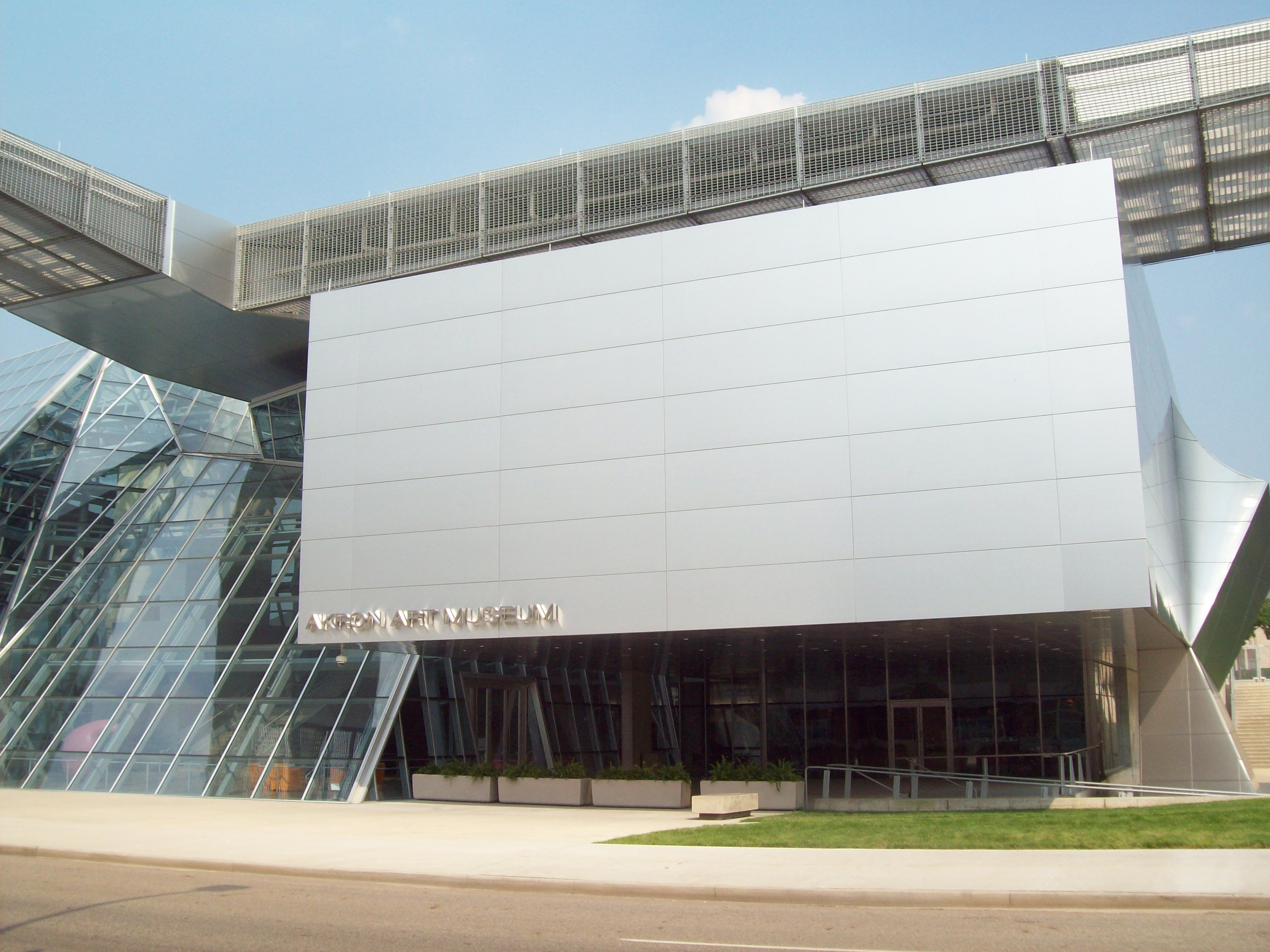
Das Akron Art Museum

Das Kunstmuseum Akron Art Museum zeigt zahlreiche Gemälde aus der Zeit nach 1850, namentlich Werke des Impressionismus, des Realismus, der Moderne, der Postmoderne sowie des Photorealismus. Es ist aus einer Malschule hervorgegangen und in der ehemaligen Stadtbibliothek sowie in einem angrenzenden, avantgardistischen Neubau untergebracht. Zudem unterhielt Goodyear bis Ende 2009 in einer stillgelegten Fabriketage ein Firmenmuseum, die World of Rubber. Es wurde mangels Besuchern geschlossen, seine wichtigsten Exponate wurden auf andere Museen verteilt. Ferner unterhält die National Inventors Hall of Fame in Akron eine Zweigstelle, das Invent Now Museum. Die zugehörige Middle School dient als Experimentierschule für die STEM-Ausbildung, was in etwa den deutschen MINT-Fächern entspricht.
Zwei weitere bedeutende Einrichtungen in der Innenstadt sind das 1995 erbaute, multifunktionale Kongresszentrum John S. Knight Center sowie das 2004 generalsanierte Akron Civic Theater.

### Parks und Erholung

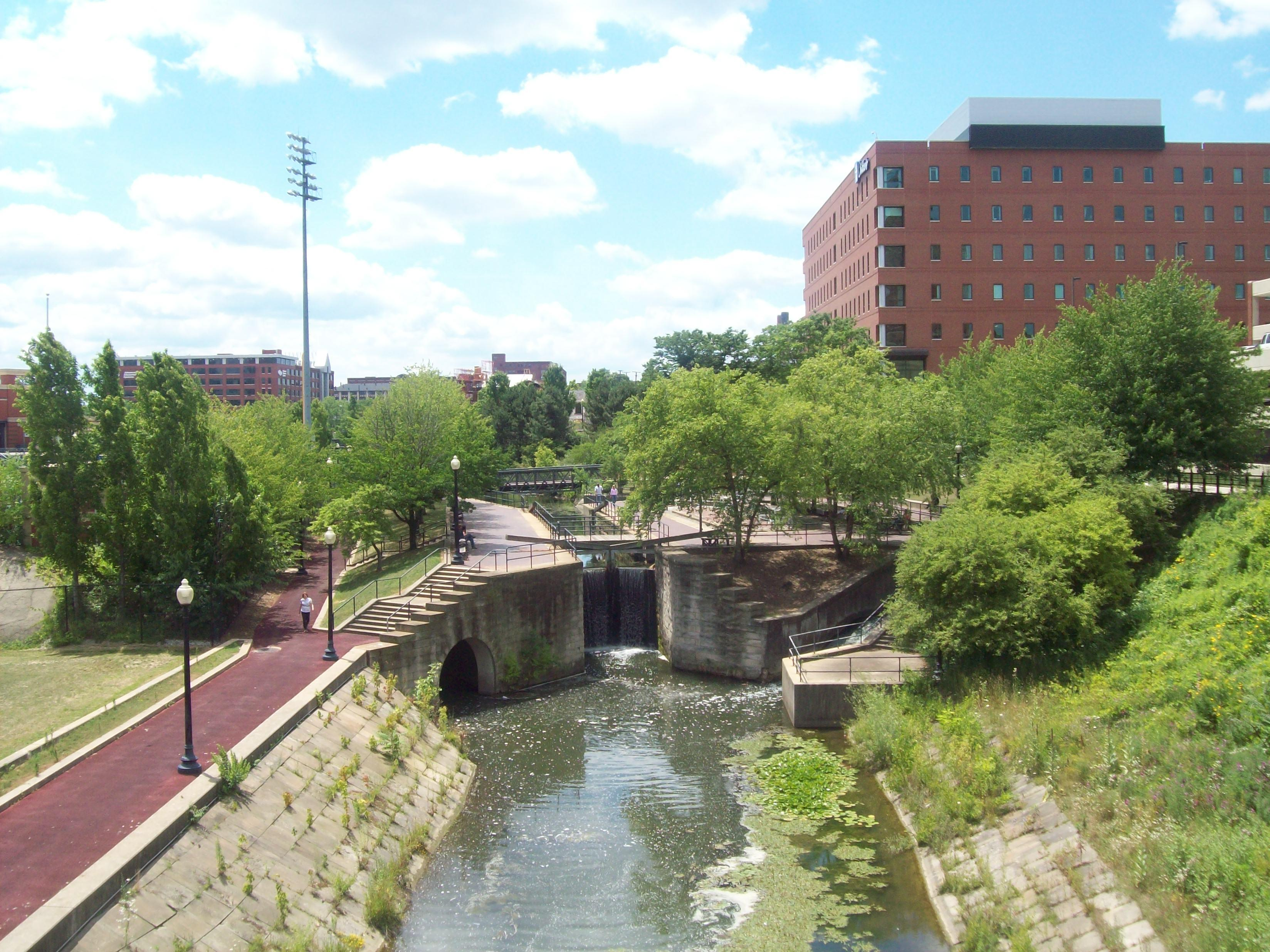
Lock 2 Park, einer der Parks entlang des Ohio-Erie-Kanals am Nordrand der Innenstadt.

Akron verfügt über eine Vielzahl von Grünanlagen mit einer Fläche von mehr als 2200 Acre (rund 890 Hektar). Die wichtigsten davon sind der Akron Zoological Park westlich der Innenstadt sowie die Parks entlang des Kanals. Dieser ist unterhalb der Innenstadt bis hinunter zum Cuyahoga vollständig, Richtung Süden etwa zur Hälfte öffentlich zugänglich und im Zuge der Innenstadtsanierung in eine schmale, parkähnliche Landschaft eingebettet worden. Der untere Teil des Kanals ist unter der Bezeichnung Cascade Locks Historic District in das National Register of Historic Places aufgenommen worden.
Nördlich der Stadt, etwa ein Drittel des Weges nach Cleveland, liegt der Cuyahoga-Valley-Nationalpark. Das 134 km2 große Gebiet erstreckt sich zu beiden Seiten des Cuyahoga und des parallel verlaufenden Ohio-Erie-Kanals und zieht mit seinen landschaftlich reizvollen Flussauen jedes Jahr Millionen Besucher an. Hauptattraktion ist der Wanderweg auf dem einstigen Treidelpfad mitsamt den Überresten der Wasserbauten.
Unmittelbar südlich der Stadtgrenze befinden sich zudem die Portage Lakes, eine Kette von fünf Stauseen und ursprünglichen Zungenbeckenseen, die in eine sanfte Hügellandschaft eingebettet sind und ursprünglich zur Speisung des Ohio-Erie-Kanals und zur Wasserversorgung von Akrons Industrie angelegt wurden. Sie sind in weiten Teilen frei zugänglich und werden als Naherholungsgebiet genutzt.

### Sport

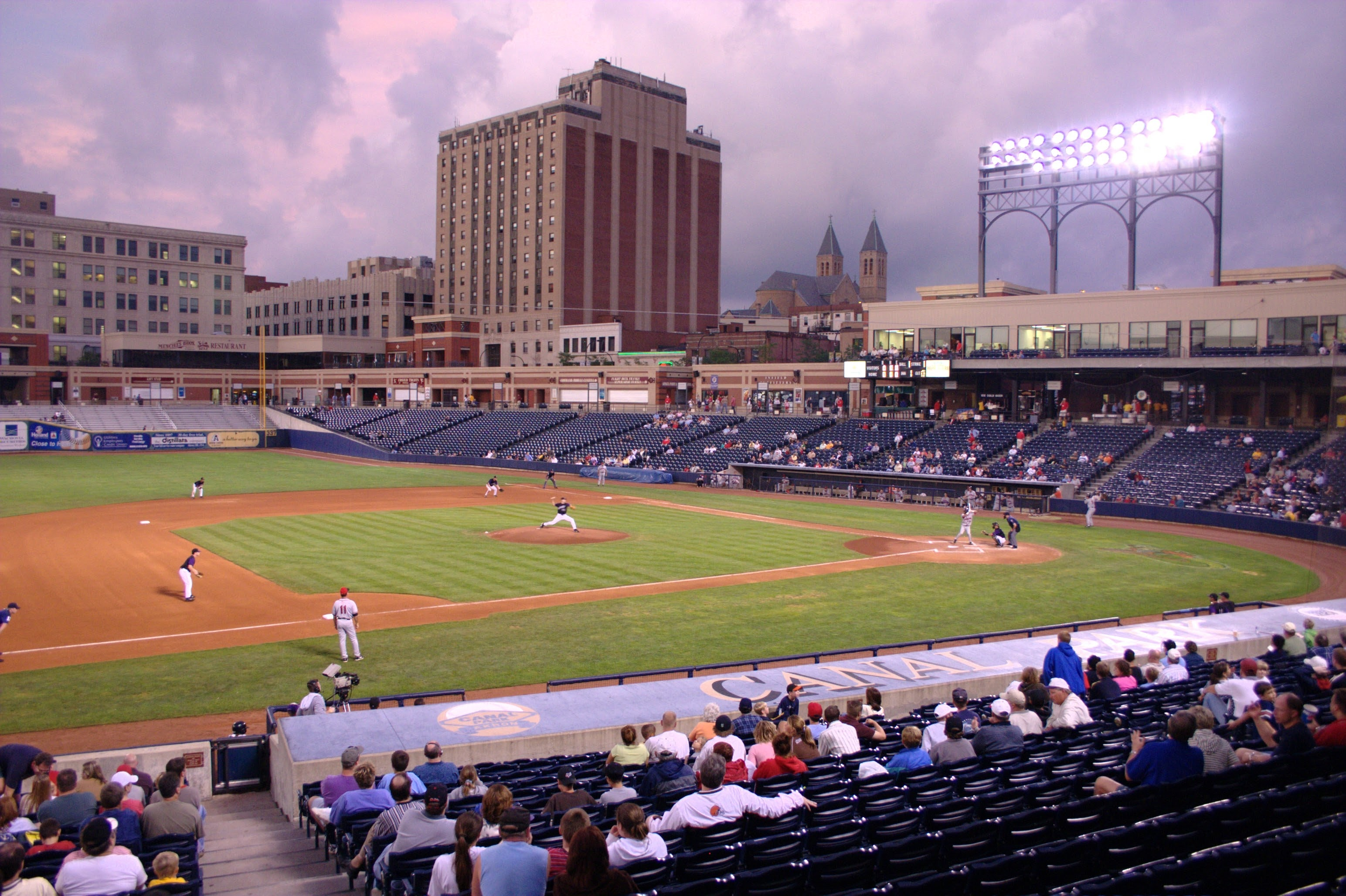
Das Baseballstadion Canal Park in der Innenstadt.

In Akron sind drei Profiliga-Mannschaften ansässig. Die Männer-Baseballmannschaft der Akron Aeros spielt in einer der Minor Leagues und ist im Canal Park in der Innenstadt beheimatet. Das Stadion wurde 1997 eröffnet und fasst 9.000 Zuschauer. Die 1999 gegründeten Akron Racers sind eine Damen-Softballmannschaft und spielen seit 2004 in der National Pro Fastpitch (NPF), der einzigen US-Softball-Profiliga. Sie absolvieren ihre Heimspiele im Firestone Stadium von 1925, der ältesten noch erhaltenen großen Sportstätte der Stadt. Die dritte Mannschaft, die Rubber City Rollergirls, sind eine Roller-Derby-Damenmannschaft. Ihre Heimstätte ist das John S. Knight Center.
Die Akron Pros gewannen 1920 die erste Saison der NFL. Größtes Stadion der Stadt ist die Rubber Bowl, ein Footballstadion in der Innenstadt, das aus dem Jahre 1941 stammt und 31.000 Zuschauer fasst, derzeit (2011) aber keine feste Heimmannschaft besitzt.
Zusätzlich stellt die örtliche Universität mehrere Sportmannschaften, die allesamt unter dem Namen Akron Zips auftreten und in den zugehörigen Hochschulligen spielen. Die wichtigsten und erfolgreichsten davon sind die Football-, Basketball- und Fußballmannschaft („Soccer“) der Männer.
Die Mannschaften der Universität verfügen zudem über ihre eigenen Sportstätten auf dem Campus. Die wichtigsten sind die James A. Rhodes Arena für Volleyball und Basketball und das 2008 eröffnete InfoCision Stadium – Summa Field, das mit einer Kapazität von 30.000 Zuschauern nur geringfügig kleiner ist als die städtische Rubber Bowl.

## Wirtschaft und Infrastruktur

### Wirtschaft

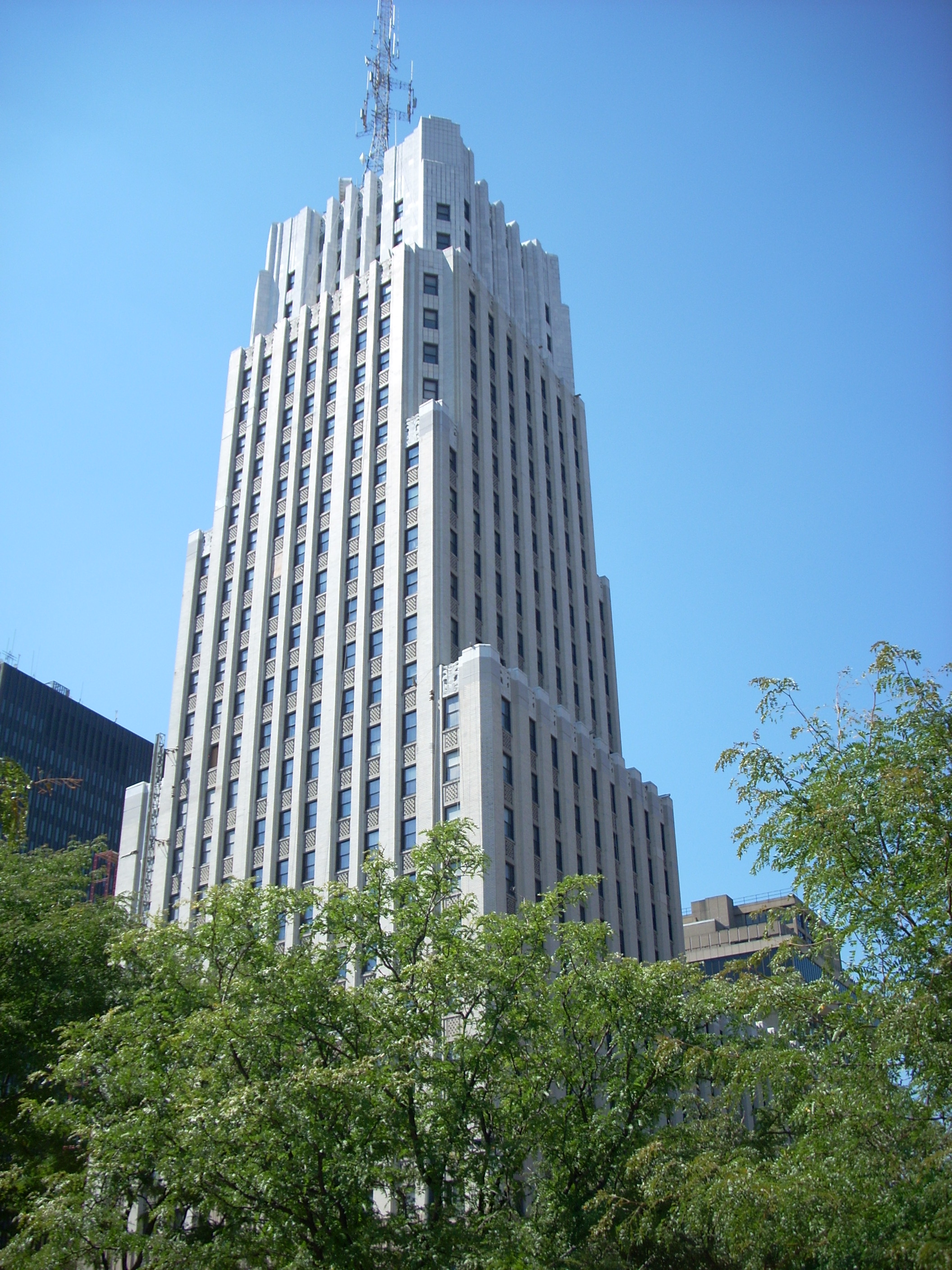
Der FirstMerit Tower, Sitz der gleichnamigen Bank.

Als größte Stadt im Polymer Valley ist Akron Hauptort einer Industrieregion, die sich über das Summit County und einige benachbarte Kreise erstreckt und ein bedeutendes Zentrum der US-Polymerforschung und -verarbeitung darstellt. In der Region konzentrieren sich 45 % der Kunststoffindustrie Ohios mit (2001) über 400 Betrieben und insgesamt 30.000 Beschäftigten. Dies geht in weiten Teilen auf die traditionelle Reifen- und Autozulieferindustrie zurück, deren Fabriken zwar verschwunden sind, deren zugehörige Forschungsinfrastruktur aber bis heute in weiten Teilen erhalten ist und im Laufe der Jahrzehnte immer wieder neue Produkte hervorgebracht hat. Die Innovationskraft dieser Branche geht maßgeblich von der örtlichen Universität aus. Auch die örtlichen Schulen haben sich auf diesen Wirtschaftszweig ausgerichtet.
Als letzter Reifenhersteller ist der Goodyear-Konzern mit seiner Firmenzentrale und einer Kleinserienproduktion für Rennreifen in Akron präsent. Darüber hinaus errichtete der japanische Konkurrent Bridgestone ein Forschungs- und Entwicklungszentrum, das am 12. April 2012 in Betrieb ging. Weitere bedeutende ansässige Unternehmen sind der Energiekonzern FirstEnergy, der Finanzdienstleister FirstMerit, der Call-Center-Betreiber InfoCision Management, der Putzmittelhersteller GOJO und die regionale Supermarktkette Fred W. Albrecht Grocery („Acme Fresh Market“). Mit Niederlassungen vertreten sind ferner der Rüstungskonzern Lockheed Martin mit der Mission Systems & Sensors (MS2) Division und der Logistikkonzern YRC Worldwide, ehemals Roadway Express.
Größter Arbeitgeber vor Ort ist (2005) die Öffentliche Hand mit ihren Polikliniken und Krankenhäusern mit zusammen rund 8.000 Beschäftigten sowie der Stadtverwaltung mit 3.000 Beschäftigten. Größter privater Arbeitgeber ist Goodyear mit (2009) 3.000 Beschäftigten. Die meisten anderen genannten Firmen beschäftigen je zwischen 1.000 und 2.000 Personen.
Die Arbeitslosenquote in Akron liegt im langjährigen Vergleich im Sommer etwa 0,5 % und im Winter rund 1 % über dem US-Durchschnitt. In der jüngsten Wirtschaftskrise erreichte die Quote im Januar 2010 mit 11,8 % ihren Höchststand. Mit einem durchschnittlichen Pro-Kopf-Einkommen von (1999) 17.596 US-Dollar und einer Armutsquote von (2000) 17,5 % schneidet Akron im Vergleich zum US-Durchschnitt (21.587 Dollar und 12,4 %) erheblich schlechter ab, aber immer noch erheblich besser als viele der alten Industriestädte im Rust Belt (ca. 15.000 Dollar Medianeinkommen und 25 % Armutsquote).
Zur Gewinnung neuer Steuereinnahmen wurden seit 1995 in vier Nachbargemeinden so genannte Joint Economic Development Districts (JEDDs) eingerichtet, gemeindeübergreifende Gewerbegebiete. Die Stadt sicherte sich dadurch den Zugriff auf neue Gewerbeflächen außerhalb ihrer Grenzen, ohne das zugehörige Bauland von ihren Nachbarn eingemeinden und entsprechende politische Konflikte riskieren zu müssen. Akron baut in diesem Zusammenhang die benötigte Infrastruktur auf und darf dafür die Wassergebühren sowie einen Teil des Steueraufkommens einbehalten. Die Einnahmen aus den JEDDs machen mittlerweile etwa 3 % des städtischen Haushalts aus.

### Verkehr

#### Straße
In Akron kreuzen sich zwei Autobahnen, die jeweils aus der Region Cleveland über die Appalachen zur US-Ostküste führen. Die Interstate 76 verläuft nach Osten bis nach Philadelphia, die Interstate 77 verläuft in südliche Richtung bis nach Columbia im US-Bundesstaat South Carolina. Zusätzlich gibt es eine Schnellstraße zur Interstate 80 San Francisco–New York, die etwa 20 km nördlich der Stadt verläuft. Vom einst geplanten innerstädtischen Autobahnring ist nur der westliche Abschnitt fertiggestellt worden; er soll mangels Auslastung wieder zurückgebaut werden.

#### Luftverkehr
Der nächstgelegene große nationale Flughafen für den Linienflug ist der rund 45 km Luftlinie entfernte Cleveland Hopkins International Airport am südwestlichen Rand von Cleveland. Von zunehmender Bedeutung ist jedoch der Akron-Canton Regional Airport, der rund 20 Kilometer südlich, etwa auf halbem Wege zwischen Akron und Canton an der Interstate 77 liegt. Vor allem Delta Air Lines und die Billigfluggesellschaft AirTran bieten von dort aus Linienflüge in die östlichen USA an, etwa nach Chicago, Atlanta, New York und Philadelphia. Der städtische Akron Fulton International Airport ist dagegen wesentlich kleiner und dient nur der Allgemeinen Luftfahrt.

#### Eisenbahn

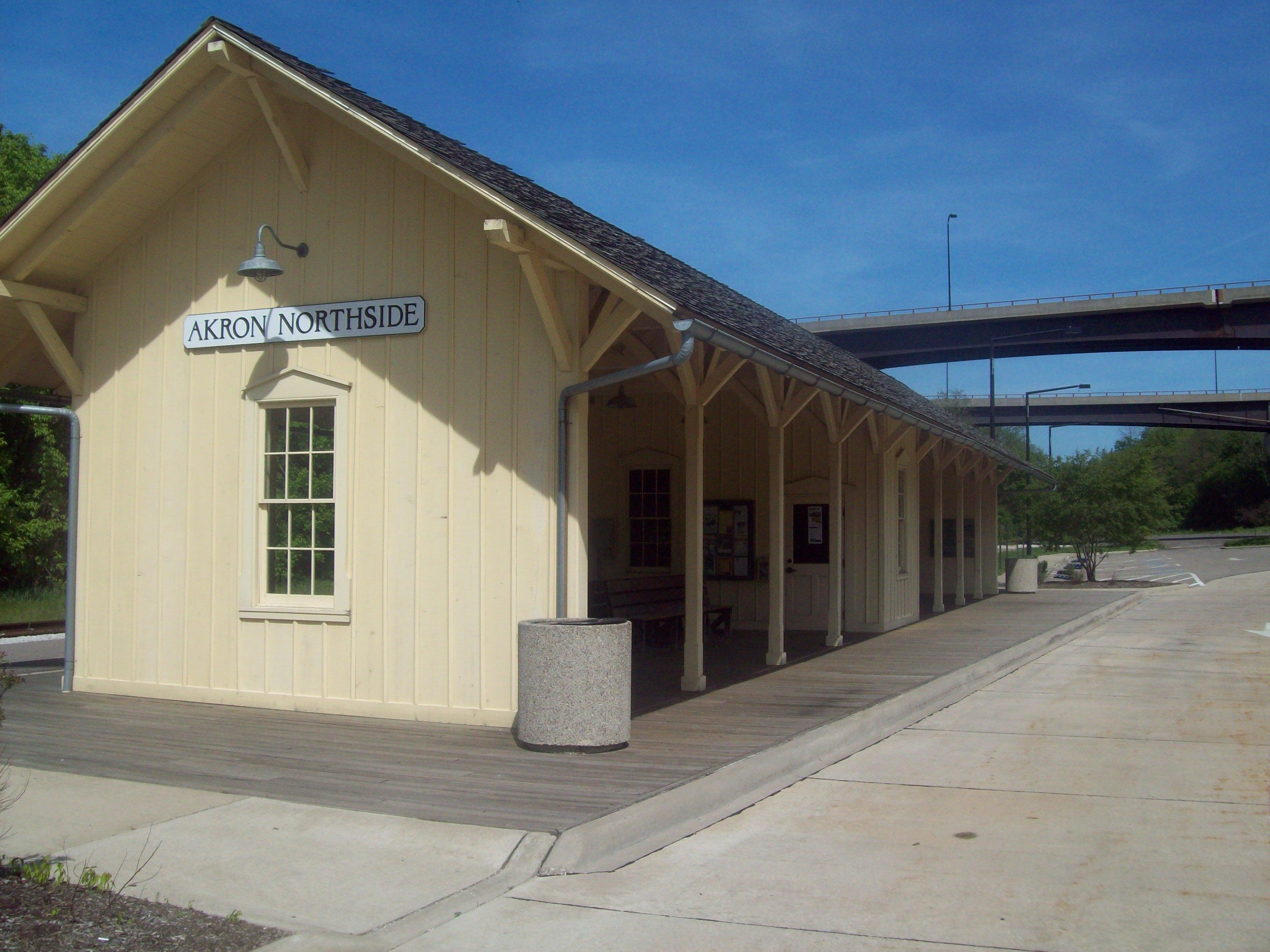
Bahnhaltepunkt Akron Northside.

Akron ist Bahnknoten für den Güterverkehr. Etliche Bahnstrecken gehen sternförmig von der Stadt aus nach Lorain, Cleveland, Youngstown, Pittsburgh und Canton. Dazu besitzt die Stadt mehrere Betriebsbahnhöfe; zahlreiche Industriebetriebe haben Anschlussgleise.
Regulären Personenzugverkehr gibt es in Akron nicht. In den Sommermonaten verkehrt die Cuyahoga Valley Scenic Railroad, eine Museumseisenbahn, in den Cuyahoga-Valley-Nationalpark. Sie benutzt dabei einen kleinen Haltepunkt namens Akron Northside am Nordrand der Innenstadt. Der ehemalige Zentralbahnhof Union Depot im Stadtzentrum, einst Zwischenhalt der Personenfernzüge der Baltimore and Ohio Railroad zwischen Chicago/Detroit und Washington, D.C./New York, ist außer Betrieb.

#### Busverkehr

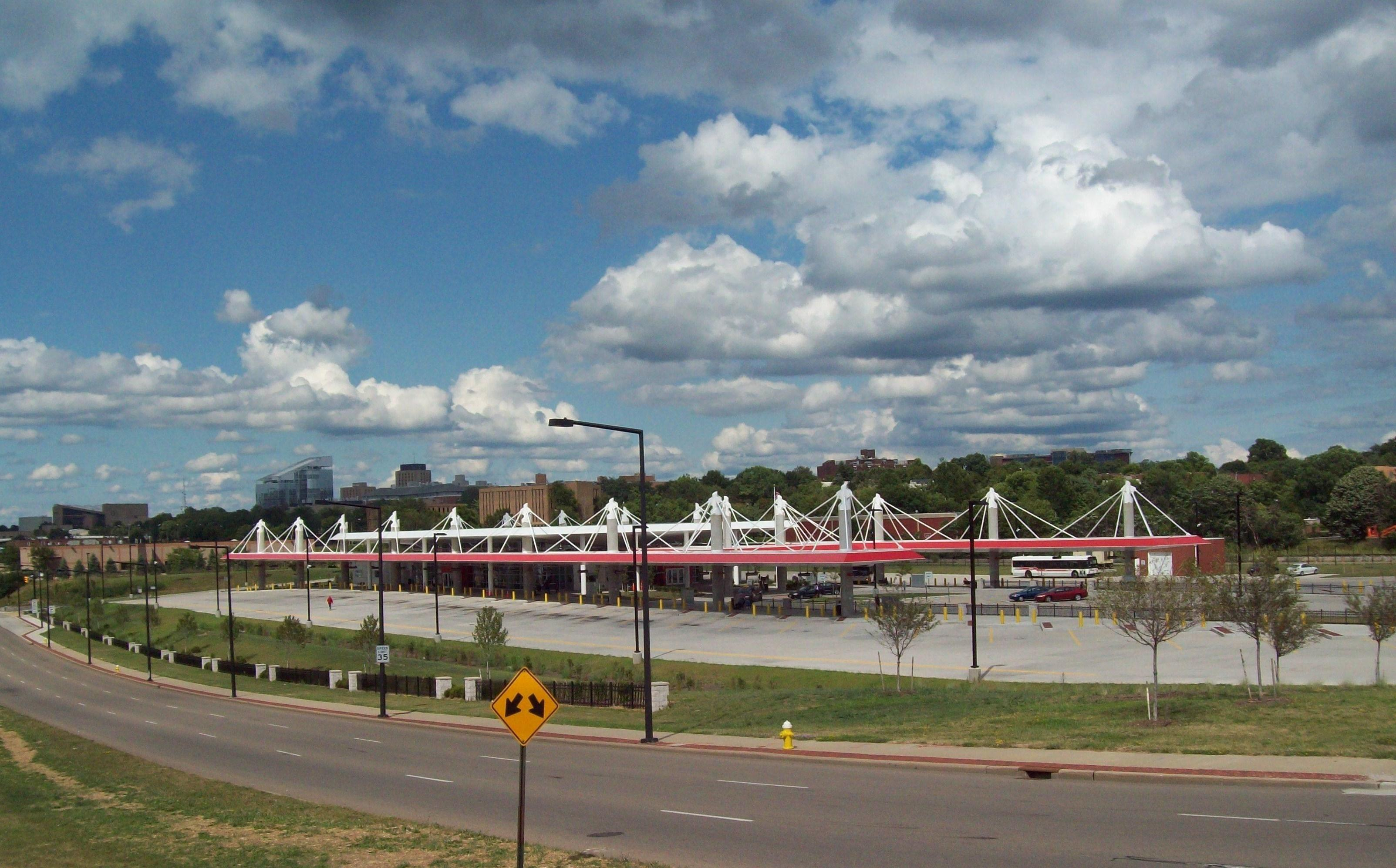
Der zentrale Busbahnhof am südlichen Rand der Innenstadt.

Die örtliche Verkehrsbehörde Metro Regional Transit Authority (METRO RTA) betreibt ein relativ dichtes Netz von Buslinien im Stadtgebiet. Darüber hinaus bedient sie auch etliche Vororte im Summit County, den Akron-Canton Airport sowie mit zwei Schnellbuslinien die Strecke Akron–Cleveland. 2009 eröffnete in der Innenstadt ein moderner Busbahnhof, der auch von den Greyhound-Fernbuslinien sowie von Regionalbuslinien aus benachbarten Countys benutzt wird. Der Nahverkehrs-Etat finanziert sich zu über drei Viertel durch einen Aufschlag in Höhe von 0,5 % auf die Umsatzsteuer im Summit County.

### Bildung
Der örtliche Schulbezirk Akron Public Schools umfasst 36 Grund-, zehn Mittel- sowie sieben Highschools mit 23.000 Schülern und über 1.700 Lehrkräften. Er ist damit der fünftgrößte Schulbezirk in Ohio. Für die Verwaltung ist wie in Ohio üblich ein gewähltes kommunales Schulgremium (School Board) zuständig. Daneben gibt es in der Stadt eine Reihe von Privatschulen, vielfach in katholischer Trägerschaft.
Seit 2003 werden Akrons größtenteils veraltete öffentliche Schulen für insgesamt 800 Millionen Dollar sukzessive modernisiert. Dies geschieht im Rahmen eines milliardenschweren staatlichen Programms zur Modernisierung von Ohios Schulen. Dabei übernimmt der Bundesstaat 59 % der Kosten, die restlichen 41 % muss die Stadt aufbringen. Dazu wird in Akron seit 2003 ein Zuschlag von 0,25 % auf die Einkommensteuer erhoben.
Die ansässige staatliche Universität, die University of Akron, zählt (2010) 29.250 Studierende. Sie wurde 1870 als Buchtel College gegründet und ist vor allem durch ihre Lehr- und Forschungsaktivitäten im Bereich Polymertechnik bekannt, sowohl hinsichtlich industrieller Anwendungen als auch in der Medizintechnik. Ihr Campus belegt ein großes Areal unmittelbar östlich der Innenstadt und wurde in den vergangenen Jahren erheblich vergrößert. Die Universität verfügt über ein bedeutendes Archiv zur Geschichte der Psychologie in den USA, darunter zahlreiche einzigartige Handschriften und Filmaufnahmen.

### Medien

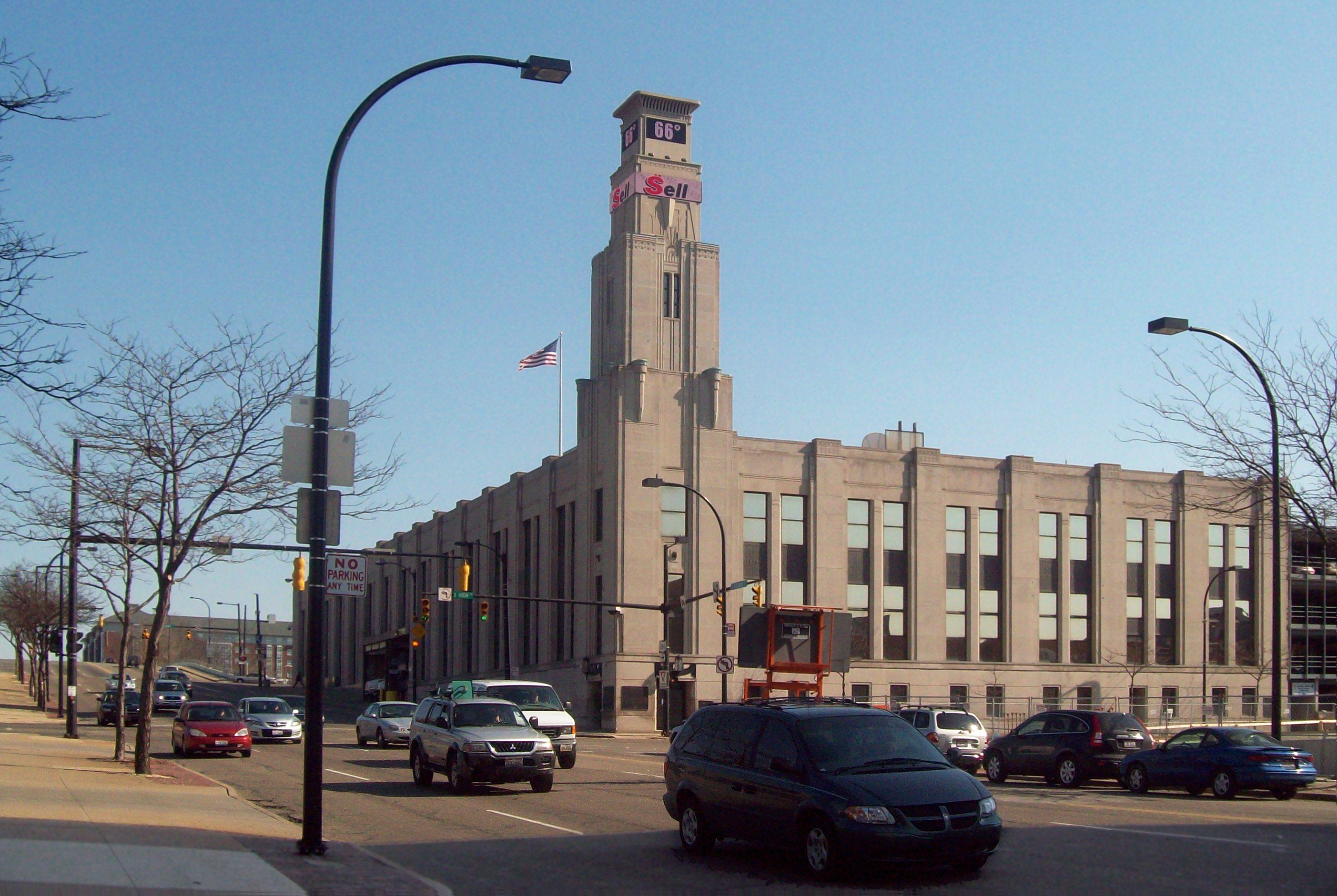
Redaktionsgebäude des Akron Beacon Journal.

Einzige Tageszeitung vor Ort ist das Akron Beacon Journal. Es gehört zur kanadischen Mediengruppe Black Press und erscheint in den Countys Summit, Medina, Portage, Stark und Wayne in einer Auflage von rund 103.000 Exemplaren sowie als Elektronische Zeitung. Die Redaktion liefert auch die Meldungen für die regionale Nachrichten-Webseite ohio.com. Aus dem Verlagshaus Leader Publications stammen die Wochenzeitungen South Side Leader und West Side Leader mit einer Auflage von 65.000 Exemplaren, zu denen auch die Webseite akron.com gehört.
Monatlich erscheint zudem das Lifestyle-Magazin Akron Life & Leisure der Baker Media Group, das im Gegensatz zu den anderen Zeitungen auch in Cleveland und Canton verbreitet ist. Mit den Plastics News von Crain Communications erscheint in Akron außerdem eine wöchentliche Fachzeitschrift für Kunststofftechnik, die in ganz Nordamerika verbreitet ist.
Auf dem örtlichen Fernsehmarkt sind neben den landesweiten Sendern auch einige lokale Fernsehanstalten vertreten. Sie gehören zu den Medienunternehmen (Networks) RTV, Ion Television und The CW und strahlen deren Mantelprogramme aus. Der nicht-kommerzielle Public Broadcasting Service (PBS) ist mit der Station Western Reserve PBS vertreten.
Außerdem sind rund ein Dutzend regionale Hörfunksender verschiedener Genres zu empfangen, die meisten auf UKW. Darunter sind sich auch zwei Ableger des National Public Radio (NPR). Auch die örtliche Universität unterhält einen eigenen Radiosender.

## Persönlichkeiten
Eine bekannte Persönlichkeit aus Akron war der Arzt Robert Holbrook Smith (1879–1950) alias Dr. Bob, der hier am 10. Juni 1935 zusammen mit dem New Yorker Börsenmakler William Griffith Wilson („Bill W.“, 1895–1971) das so genannte Blaue Buch herausgab und im Zuge dessen die Selbsthilfeorganisation der Anonymen Alkoholiker ins Leben rief. Sein Privathaus, das sich in einem Wohngebiet im Nordosten der Stadt befindet, diente seinerzeit den Mitgliedern der Gruppe als Treffpunkt und ist heute ein Museum.

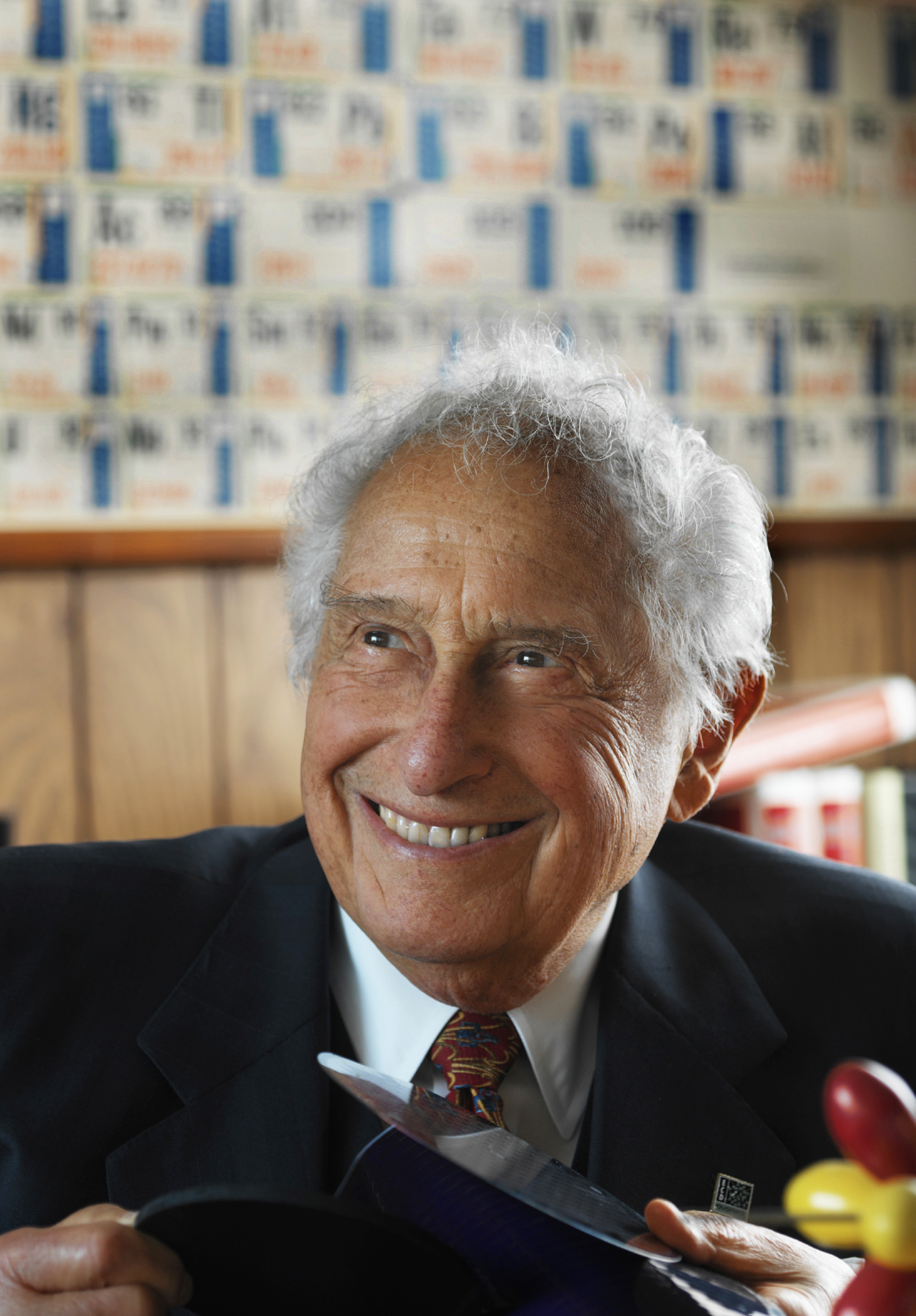
Stanford R. Ovshinsky (2005).

In Akron geboren wurden unter anderem der Chemiker Richard E. Smalley (1943–2005), der 1996 für die Entdeckung der Fullerene mit dem Nobelpreis für Chemie ausgezeichnet wurde sowie der Autodidakt und Erfinder Stanford R. Ovshinsky (1922–2012), der über 400 Patente im Bereich Energie, Speichermedien und Elektrotechnik hält, darunter zum NiMH-Akku, zur CD-RW und zu Dünnfilm-Solarzellen.
Ebenfalls aus Akron stammt die Astronautin Judith Resnik (1949–1986), ein Mitglied jener Raumschiffbesatzung, die bei der Challenger-Katastrophe ums Leben kam, und der Erfinder des Schnurlostelefons, George Sweigert (1920–1999).
Bekannte Sportler aus Akron sind die Basketballspieler LeBron James (* 1984) und Stephen Curry (* 1988) sowie aus früheren Tagen Gus Johnson (1938–1987) und Nate Thurmond (1941–2016). Der Baseball-Catcher Thurman Munson (1947–1979) von den New York Yankees war der einzige Sportler in den USA, der von den Sportjournalisten sowohl zum Rookie des Jahres als auch zum Most Valuable Player gewählt wurde. Er kam im Alter von 32 Jahren bei einem Flugzeugabsturz ums Leben.
Es wurden in Akron zwei bekannte Musikgruppen gegründet, die Bluesrock-Band und mehrfacher Grammy-Preisträger The Black Keys und die New-Wave-Musikband Devo. Wichtig sind auch Chrissie Hynde, Frontfrau der britischen Rockband Pretenders und der Soulmusiker, Songwriter und Produzent James Ingram. Die Pretenders haben den Song My City Was Gone veröffentlicht, der sich auf das niedergehende Akron der 1980er Jahre bezieht.
Die Schauspielerin Melina Kanakaredes spielte in der Fernsehserie CSI: NY.
Söhne und Töchter der Stadt:
- Kelsie Ahbe (* 1991), kanadisch-US-amerikanische Stabhochspringerin
- Lola Albright (1924–2017), Schauspielerin und Sängerin
- Art Arfons (1926–2007), Dragster- und Powerboat-Rennfahrer
- Joseph Arthur (* 1971), Sänger und Gitarrist
- Dan Auerbach (* 1979), Gitarrist der Bluesrock-Band „The Black Keys“
- Sid Avery (1918–2002), Fotograf
- Cliff Battles (1910–1981), American-Football-Spieler und -Trainer
- Dave Brown (1953–2006), American-Football-Spieler und -Trainer
- Alexander Butterfield (* 1926), Schlüsselfigur im Watergate-Skandal
- Patrick Carney (* 1980), Schlagzeuger der Bluesrock-Band The Black Keys
- Jeannie Cheatham (* 1937), Jazzsängerin, Pianistin, Keyboarderin und Arrangeurin
- David Allan Coe (* 1939), Country-Musiker
- Stephen Curry (* 1988), Basketballspieler
- John Dean (* 1938), Rechtsberater von Richard Nixon
- Charles W. F. Dick (1858–1945), Politiker
- Karen Dionne (* 1953), Schriftstellerin
- Rita Dove (* 1952), Dichterin und Schriftstellerin
- David Esterly (1944–2019), Bildhauer und Autor
- Angie Everhart (* 1969), Schauspielerin
- Leonard Firestone (1907–1996), Unternehmer und Diplomat
- Frederick Fritsch (* 1954), Bobsportler
- Shirley Fry (1927–2021), Tennisspielerin
- Sonny Gandee (1929–2013), American-Football-Spieler
- Mark Gangloff (* 1982), Schwimmer
- Peter George (1929–2021), Gewichtheber
- Fritz Graf (1922–2017), AFL- und NFL-Schiedsrichter
- Joan Guetschow (* 1966), Biathletin
- Herman Karl Haeberlin (1890–1918), Anthropologe
- George H. Hand (1837–1891), Jurist, Soldat und Politiker
- James Harrison (* 1978), Footballspieler
- Paul J. Hergenrother (* 1972), Chemiker
- Ronald Paul Herzog (1942–2019), römisch-katholischer Geistlicher, Bischof von Alexandria
- Walter B. Huber (1903–1982), Politiker, Mitglied des US-Repräsentantenhauses
- Chrissie Hynde (* 1951), Rockgitarristin und -sängerin
- James Ingram (1952–2019), Soulmusiker, Songwriter und Produzent
- LeBron James (* 1984), Basketballspieler, erfolgreichster Korbwerfer in der Geschichte der NBA
- David Jenkins (* 1936), Eiskunstläufer, Weltmeister und Olympiasieger
- Hayes Alan Jenkins (* 1933), Eiskunstläufer, Weltmeister und Olympiasieger
- Steve Johnson (* 1957), Basketballspieler
- Dru Joyce (* 1985), Basketballspieler
- Melina Kanakaredes (* 1967), griechisch-amerikanische Schauspielerin
- John Korfas (* 1962), griechisch-amerikanischer Basketballspieler
- Brock Kreitzburg (* 1976), Bobsportler
- Jani Lane (1964–2011), Rocksänger
- Erica Lindgren (* 1978), Blackjack- und Pokerspielerin
- Lynn Hollen Lees (* 1941), Historikerin und Hochschullehrerin
- Andy McCollum (* 1970), Footballspieler
- Vaughn Monroe (1911–1973), Sänger, Bandleader und Trompeter
- Kermit Moore (1929–2013), Musiker, Komponist und Orchesterleiter
- Mark Mothersbaugh (* 1950), Musiker, Komponist und Sänger
- Thurman Munson (1947–1979), Baseballspieler
- Larry Nance Jr. (* 1993), Basketballspieler
- Bob Neuwirth (1939–2022), Singer-Songwriter, Produzent und Bildender Künstler
- Russell Oberlin (1928–2016), Countertenor
- Tim Owens (* 1967), Rocksänger
- Ara Parseghian (1923–2017), American-Football-Trainer
- Jaroslav Pelikan (1923–2006), Spezialist für Theologiegeschichte und Geistesgeschichte des Mittelalters
- Charles Pfahl (1946–2013), Maler
- Shawn Porter (* 1987), Boxweltmeister
- Robert Quine (1942–2004), Musiker und Gitarrist
- Willard Van Orman Quine (1908–2000), Philosoph und Logiker
- Judith Arlene Resnik (1949–1986), Astronautin
- Harry Reynolds (* 1964), Leichtathlet und Olympiasieger
- Irving G. Ries (1890–1963), Kameramann und Spezialeffektkünstler
- Sydne Rome (* 1951), Schauspielerin
- Keri Sarver (* 1976), Fußballspielerin und -trainerin
- Thomas C. Sawyer (1945–2023), Politiker
- Chuck Share (1927–2012), Basketballspieler
- Richard E. Smalley (1943–2005), Chemiker und Nobelpreisträger
- Mitch Stein, Jazzgitarrist
- Rachel Sweet (* 1962), Sängerin, Schauspielerin und Fernsehproduzentin
- George Sweigert (1920–1999), Erfinder
- Emilia Sykes (* 1986), Politikerin
- Jack Taylor (1931–1955), Schwimmer
- Paul Tazewell (* 1964), Kostümbildner
- Nate Thurmond (1941–2016), Basketballspieler
- Romeo Travis (* 1984), Basketballspieler
- Michael Wadleigh (* 1941), Kameramann und Filmregisseur
- Orianna Webb, Komponistin
- Ray Wise (* 1947), Schauspieler

## Weiterführende Informationen